# No Security
Albums de The Rolling Stones
Bridges to Babylon
(1997) Forty Licks
(2002)
No Security est un album live des Rolling Stones paru en 1998 chez Virgin Records. Huitième album live officiel du groupe, le disque a été enregistré lors de la longue tournée mondiale Bridges to Babylon, en 1997 et 1998.
Tous les titres ont été enregistrés lors des concerts donnés à l'Amsterdam Arena, au River Plate Stadium de Buenos Aires, au Zeppelinfeld de Nuremberg, au TWA Dome de Saint Louis, et au MTV Live From the 10 Spot.
L'album est sorti en novembre 1998 et, pour en faire la promotion, le groupe est parti en tournée en Amérique du Nord. Le No Security Tour a fait étape dans 34 stades de hockey et de basketball, aux États-Unis et au Canada.
No Security est arrivé à la 67e place des charts britanniques et à la 34e place du Billboard 200 américain. Il s'est vendu à plus de 300 000 exemplaires, échouant à décrocher un disque d'or.
En 2019, le groupe publie les performances complètes des concerts à Brême et à Buenos Aires issues de cette tournée paraissent en albums intitulés "Bridges to...".

## Titres
Toutes les chansons sont de Mick Jagger et Keith Richards, sauf indication contraire.
1. Intro – 0:50
2. You Got Me Rocking – 3:26
3. Gimme Shelter – 6:12
4. Flip The Switch – 4:12
5. Memory Motel – 5:52
6. Corinna (Mahal, Davis) – 3:56
7. Saint of Me – 5:18
8. Waiting on a Friend – 4:52
9. Sister Morphine (Jagger, Richards, Faithfull) – 6:05
10. Live With Me – 3:55
11. Respectable – 3:20
12. Thief in the Night (Jagger, Richards, de Beauport) – 5:37
13. The Last Time – 4:19
14. Out of Control – 7:59